# David Bedford
David Vickerman Bedford (født 4. august 1937 i London, England – død 1. oktober 2011) var en engelsk dirigent og komponist.
Berdford studerede komposition på Det Kongelig Musikkonservatorium i London hos Lennox Berkeley, og senere i Venedig hos Luigi Nono. Efter at han i 1960'erne skrev musikken til teaterstykket From Marie Antoinette to the Beatles komponerede, arrangerede og dirigerede han mange musikere fra pop og rockgenren, bl.a. havde han et langt samarbejde med Mike Oldfield. Han var desuden engageret i uddannelse af unge musikere. Bedford har også skrevet 2 symfonier, orkesterværker, kammermusik, korværker, operaer, sange og stykker for mange forskellige instrumenter etc.

## Udvalgte værker
- Symfoni nr. 1 (1984) - for orkester
- Symfoni nr. 2 (1987) - for koncertband
- "Gastrula" (1968) - for orkester
- "I Plymouth by" (1992) - for kammerorkester
- Obokoncert (1998) - for obo og strygeorkester
- Requiem (1980) - for sopran, blandet kor og orkester